# Mississauga—Brampton-Sud (circonscription provinciale)
Circonscription électorale provinciale du Canada
Mississauga—Brampton-Sud est une circonscription provinciale de l'Ontario représentée à l'Assemblée législative de l'Ontario depuis 2007.
L'actuel député provincial est le libéral Amrit Mangat.

## Résultats des Élections
| Élection générale ontarienne de 2014 |                             |                  |       |   |     |
|                                      | Parti                       | Candidat         | Votes | % | ± % |
|                                      | Vert                        | Kathy Acheson    |       |   |     |
|                                      | Indépendant                 | Robert Alilovic  |       |   |     |
|                                      | Progressiste-conservateur   | Amarjeet Gill    |       |   |     |
|                                      | Libertarien                 | Richard Lévesque |       |   |     |
|                                      | Libéraux                    | Amrit Mangat     |       |   |     |
|                                      | Néo-Démocrate               | Kevin Troake     |       |   |     |
|                                      | Aucune de ces Réponses (en) | Kathleen Vezina  |       |   |     |